# Raimundas Mažuolis
Raimundas Mažuolis (en russe : Раймундас Мажуолис), né le 9 mars 1972 à Vilnius, est un nageur soviétique puis lituanien, spécialiste du crawl.

## Biographie
Il participe aux Jeux olympiques de Séoul en 1988 avec l'équipe d'Union soviétique et remporte la médaille d'argent au relais 4 x 100 m nage libre, même s'il ne nage que pendant les séries.
En 1989, il obtient la médaille de bronze au 100 mètres nage libre lors des Championnats d'Europe à Bonn.
Après l'indépendance de la Lituanie, il participe aux Jeux olympiques de Barcelone en 1992 avec l'équipe lituanienne et finit second de la finale B au 100 mètres nage libre.
En 1993, il finit troisième des 50 m nage libre aux Championnats d'Europe à Sheffield. L'année suivante, il remporte la médaille de bronze aux Championnats de monde à Rome dans la même catégorie.
Lors des Jeux olympiques d'Atlanta, en 1996, il est le porte-drapeau de la délégation lituanienne. Après ces Jeux, il s'installe aux États-Unis et obtient la citoyenneté américaine en 1998.

### Récompenses
En 1994, il est distingué par le titre de Sportif lituanien de l'année.